# Avoine (Orne)
Avoine ist eine französische Gemeinde mit 217 Einwohnern (Stand: 1. Januar 2022) im Département Orne in der Region Normandie. Sie gehört zum Arrondissement Argentan und ist Mitglied im Gemeindeverband Terres d’Argentan Interco. Die Bewohner werden Avoinais und Avoinaises genannt.

## Geografie

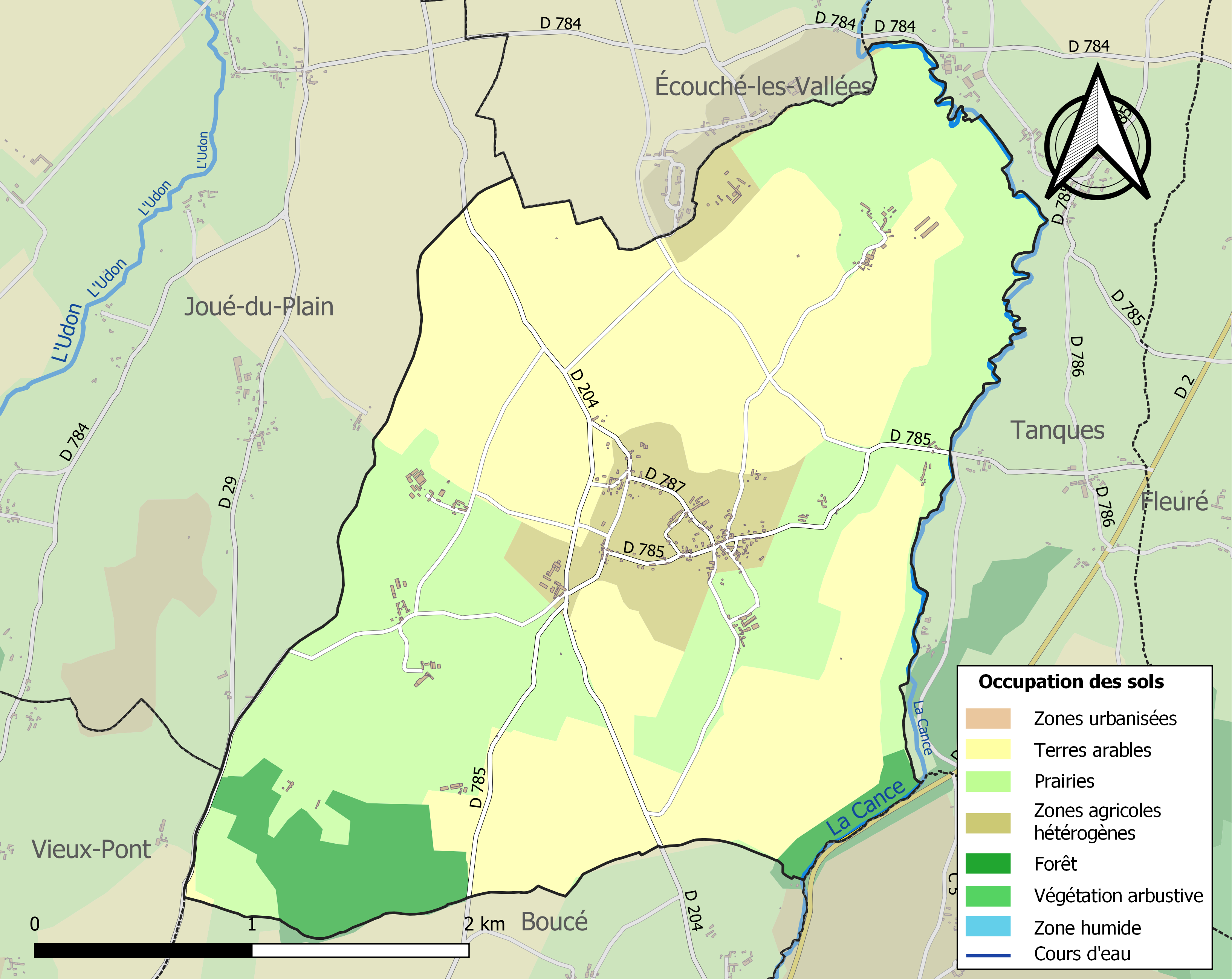
Bodennutzung, Hydrografie und Infrastruktur der Gemeinde (2018)

Avoine liegt etwa zehn Kilometer südwestlich von Argentan und etwa 30 Kilometer nordnordwestlich von Alençon im Osten der Région naturelle Pays d’Houlme. Die Gemeinde grenzt an den Regionalen Naturpark Normandie-Maine. Die Cance, ein Nebenfluss der Orne, begrenzt das Gemeindegebiet im Osten. Das Zentrum liegt auf einer Höhe von etwa 185 m. Das Relief des Gebiets flacht nach Norden hin auf bis auf 152 m ab und steigt im Süden in der Breite auf über 200 m an.
Teile des Gebiets von Avoine gehören zum Natura 2000-Schutzgebiet „Haute vallée de l'Orne et affluents“ (FR2500099) und von drei ZNIEFF-Naturzonen. Rund 94 % der Fläche der Gemeinde werden landwirtschaftlich genutzt, rund 7 % sind bewaldet, insbesondere durch den Bois d’Avoine im Südwesten (Stand: 2018).
Nachbargemeinden sind Joué-du-Plain im Nordwesten, Écouché-les-Vallées im Norden, Tanques im Nordosten, Francheville im Südosten, Boucé im Süden und Vieux-Pont im Südwesten.

## Bevölkerungsentwicklung

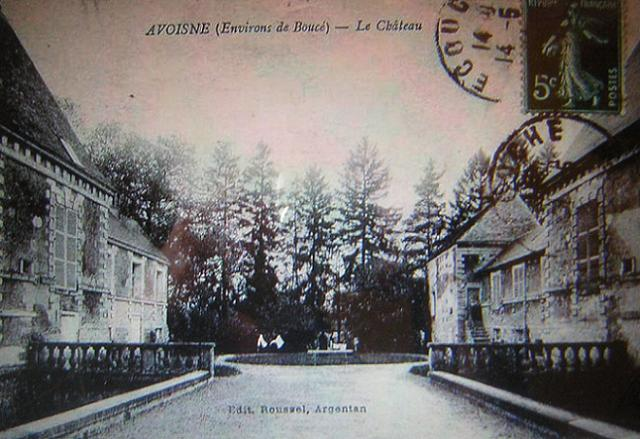
Schloss von Avoine auf einer Postkarte etwa 1900

| Avoine: Einwohnerzahlen von 1793 bis 2020                                                                                  | Avoine: Einwohnerzahlen von 1793 bis 2020 | Avoine: Einwohnerzahlen von 1793 bis 2020 | Avoine: Einwohnerzahlen von 1793 bis 2020 | Avoine: Einwohnerzahlen von 1793 bis 2020 |
| --- | ----------------------------------------- | ----------------------------------------- | ----------------------------------------- | ----------------------------------------- |
| Jahr |                                           |                                           |                                           | Einwohner                                 |
| 1793 | 1793                                      |                                           | 539                                       | 539                                       |
| 1800 | 1800                                      |                                           | 357                                       | 357                                       |
| 1806 | 1806                                      |                                           | 496                                       | 496                                       |
| 1821 | 1821                                      |                                           | 538                                       | 538                                       |
| 1836 | 1836                                      |                                           | 511                                       | 511                                       |
| 1841 | 1841                                      |                                           | 516                                       | 516                                       |
| 1846 | 1846                                      |                                           | 501                                       | 501                                       |
| 1851 | 1851                                      |                                           | 489                                       | 489                                       |
| 1856 | 1856                                      |                                           | 491                                       | 491                                       |
| 1861 | 1861                                      |                                           | 464                                       | 464                                       |
| 1866 | 1866                                      |                                           | 447                                       | 447                                       |
| 1872 | 1872                                      |                                           | 412                                       | 412                                       |
| 1876 | 1876                                      |                                           | 366                                       | 366                                       |
| 1881 | 1881                                      |                                           | 367                                       | 367                                       |
| 1886 | 1886                                      |                                           | 345                                       | 345                                       |
| 1891 | 1891                                      |                                           | 284                                       | 284                                       |
| 1896 | 1896                                      |                                           | 273                                       | 273                                       |
| 1901 | 1901                                      |                                           | 302                                       | 302                                       |
| 1906 | 1906                                      |                                           | 283                                       | 283                                       |
| 1911 | 1911                                      |                                           | 254                                       | 254                                       |
| 1921 | 1921                                      |                                           | 253                                       | 253                                       |
| 1926 | 1926                                      |                                           | 276                                       | 276                                       |
| 1931 | 1931                                      |                                           | 265                                       | 265                                       |
| 1936 | 1936                                      |                                           | 233                                       | 233                                       |
| 1946 | 1946                                      |                                           | 235                                       | 235                                       |
| 1954 | 1954                                      |                                           | 249                                       | 249                                       |
| 1962 | 1962                                      |                                           | 303                                       | 303                                       |
| 1968 | 1968                                      |                                           | 295                                       | 295                                       |
| 1975 | 1975                                      |                                           | 248                                       | 248                                       |
| 1982 | 1982                                      |                                           | 254                                       | 254                                       |
| 1990 | 1990                                      |                                           | 231                                       | 231                                       |
| 1999 | 1999                                      |                                           | 227                                       | 227                                       |
| 2006 | 2006                                      |                                           | 243                                       | 243                                       |
| 2013 | 2013                                      |                                           | 236                                       | 236                                       |
| 2020 | 2020                                      |                                           | 214                                       | 214                                       |
| Quelle(n): EHESS/Cassini bis 1999, INSEE ab 2006 Anmerkung(en): Ab 1962 offizielle Zahlen ohne Einwohner mit Zweitwohnsitz |                                           |                                           |                                           |                                           |

## Sehenswürdigkeiten
- Das Schloss von Avoine ist von Jacques Gabriel in den Jahren 1598–1601 für Maurice Droullin erbaut. Der Grundriss des ursprünglichen Schlosses war U-förmig, umgeben von einem Wassergraben mit einer festen Brücke. Während der Französischen Revolution als Nationalgut verkauft, wurde der Hauptteil des Schlosses abgerissen. Das Schloss ist seit 1979 in Teilen (Taubenschlag) als Monument historique eingeschrieben, seit 1991 in weiteren Teilen klassifiziert, seit 2007 in weiteren Teilen eingeschrieben.[7]

## Verkehr
Avoine liegt abseits größerer Verkehrsachsen. Die nachgeordneten Departementsstraßen D 204, D 785, D 787 sowie lokale Landstraßen verbinden das Zentrum mit den Weilern der Gemeinde und den Nachbargemeinden.